# Кошево (Новосибирская область)
Кошево — посёлок в Мошковском районе Новосибирской области. Входит в состав Сокурского сельсовета. 

## География
Площадь посёлка — 99 гектаров.
По территории посёлка проходит Транссибирская магистраль и федеральная дорога М-53.

## Население
| 2002 | 2007 | 2010 |
| ---- | ---- | ---- |
| 244  | ↘241 | ↘206 |

На территории посёлка расположены садовые общества, дачные участки. 

## Инфраструктура
В посёлке по данным на 2007 год функционирует 1 учреждение здравоохранения.